# Казімежово (Вармінсько-Мазурське воєводство)
Казімежово (пол. Kazimierzowo, нім. Ellerwald III. Trift) — село в Польщі, у гміні Ельблонґ Ельблонзького повіту Вармінсько-Мазурського воєводства.
Населення — 295 осіб (2011).
У 1975-1998 роках село належало до Ельблонзького воєводства.

## Демографія
Демографічна структура станом на 31 березня 2011 року:
|          | Загалом | Допрацездатний вік | Працездатний вік | Постпрацездатний вік |
| -------- | ------- | ------------------ | ---------------- | -------------------- |
| Чоловіки | 141     | 28                 | 103              | 10                   |
| Жінки    | 154     | 40                 | 83               | 31                   |
| Разом    | 295     | 68                 | 186              | 41                   |